# 岩間怜那
岩間 怜那（いわま れな、1979年8月2日 - ）は、日本の元女子レスリング選手。岩手県出身。現姓は栄。
岩手県立宮古商業高校でレスリングを始め、中京女子大学（現・至学館大学）に進学。大学卒業後は、リプレ化粧品、綜合警備保障に所属したのち、体育教員として愛知県立半田農業高校に勤務。
2008年5月14日に、大学在学中にレスリング部の師弟関係にあった栄和人と結婚。